# Vitry-sur-Seine
 Denne artikel omhandler den franske Paris-forstad. Opslagsordet har også en anden betydning, se Vitry.
Vitry-sur-Seine er en fransk kommune og by i departementet Val-de-Marne i regionen Île-de-France. Det er en forstadsby, som ligger syd for Paris, og som indgår i Paris' storbyområde. Byen ligger på den vestlige bred af floden Marne, kort før denne flyder sammen med Seinen. Den har ca. 81.000 indbyggere og strækker sig helt til Seine-havnebyen Port-à-l'Anglais fra det 13. århundrede, hvor også dens industriområde er beliggende . På fransk kaldes indbyggerne Vitriots.
Byen grænser op til Ivry-sur-Seine, Villejuif, Chevilly-Larue, Thiais, Choisy-le-Roi og Alfortville.

## Demografi
| 1793  | 1800  | 1806  | 1821  | 1831  | 1836  | 1841  | 1846  | 1851  |
| ----- | ----- | ----- | ----- | ----- | ----- | ----- | ----- | ----- |
| 3 025 | 2 018 | 2 100 | 1 956 | 2 188 | 2 079 | 2 506 | 2 831 | 2 559 |

| 1856  | 1861  | 1866  | 1872  | 1876  | 1881  | 1886  | 1891  | 1896  |
| ----- | ----- | ----- | ----- | ----- | ----- | ----- | ----- | ----- |
| 2 600 | 3 095 | 3 745 | 3 758 | 4 155 | 5 284 | 6 122 | 7 161 | 8 010 |

| 1901  | 1906   | 1911   | 1921   | 1926   | 1931   | 1936   | 1946   | 1954   |
| ----- | ------ | ------ | ------ | ------ | ------ | ------ | ------ | ------ |
| 9 894 | 11 497 | 14 969 | 21 492 | 31 355 | 41 919 | 46 945 | 44 058 | 52 540 |

| 1962                                                              | 1968   | 1975   | 1982   | 1990   | 1999   | - | - | - |
| ----------------------------------------------------------------- | ------ | ------ | ------ | ------ | ------ | - | - | - |
| 64 409                                                            | 77 846 | 87 316 | 85 263 | 82 400 | 78 908 | - | - | - |
| Tal fra og med 1962 er uden dobbelttælling (sans doubles comptes) |        |        |        |        |        |   |   |   |

## Administration
Vitry-sur-Seine er opdelt i tre kantoner :
- Vitry-sur-Seine-Est med 27.812 indbyggere
- 'Vitry-sur-Seine-Nord med 24.986 indbyggere
- Vitry-sur-Seine-Ouest med 26.110 indbyggere

## Venskabsbyer
Vitry-sur-Seine har følgende venskabsbyer:
- Burnley, Storbritannien (1995)
- Kladno, Tjekkiet (1966)
- Meissen, Tyskland (1973)

Samarbejdsbyer :
- Tombola, Mali (1990)